# Professional'nyj Futbol'nyj Klub Central'nyj Sportivnyj Klub Armii 2015-2016
Questa voce raccoglie le informazioni riguardanti il Professional'nyj Futbol'nyj Klub CSKA nelle competizioni ufficiali della stagione 2015-2016.

## Divise
| Casa | Trasferta |

## Rosa
| N. |                    | Ruolo | Calciatore         |
| -- | ------------------ | ----- | ------------------ |
| 1  | Russia (bandiera)  | P     | Sergej Čepčugov    |
| 2  | Brasile (bandiera) | D     | Mário Fernandes    |
| 3  | Svezia (bandiera)  | C     | Pontus Wernbloom   |
| 4  | Russia (bandiera)  | D     | Sergej Ignaševič   |
| 5  | Russia (bandiera)  | D     | Viktor Vasin       |
| 6  | Russia (bandiera)  | D     | Aleksej Berezuckij |
| 7  | Serbia (bandiera)  | C     | Zoran Tošić        |
| 8  | Russia (bandiera)  | A     | Kirill Pančenko    |
| 10 | Russia (bandiera)  | C     | Alan Dzagoev       |
| 14 | Russia (bandiera)  | D     | Kirill Nababkin    |
| 15 | Russia (bandiera)  | C     | Roman Širokov      |

| N. |                      | Ruolo | Calciatore                |
| -- | -------------------- | ----- | ------------------------- |
| 17 | Russia (bandiera)    | C     | Sergej Tkačëv             |
| 18 | Nigeria (bandiera)   | A     | Ahmed Musa                |
| 19 | Lettonia (bandiera)  | C     | Aleksandrs Cauņa          |
| 24 | Russia (bandiera)    | D     | Vasilij Berezuckij        |
| 25 | Finlandia (bandiera) | C     | Roman Erëmenko            |
| 35 | Russia (bandiera)    | P     | Igor' Akinfeev (capitano) |
| 42 | Russia (bandiera)    | D     | Georgij Ščennikov         |
| 60 | Russia (bandiera)    | C     | Aleksandr Golovin         |
| 66 | Israele (bandiera)   | C     | Bibras Natkho             |
| 99 | Nigeria (bandiera)   | A     | Aaron Samuel Olanare      |

## Risultati

### Prem'er-Liga
| Chimki 18 luglio 2015 1ª giornata | CSKA Mosca | 1 – 0 referto | Rubin | Arena Chimki |

| Samara 24 luglio 2015 2ª giornata | Kryl'ja Sovetov Samara | 0 – 2 referto | CSKA Mosca | Stadio Metallurg (Samara) |

| Chimki 1º agosto 2015 3ª giornata | CSKA Mosca | 1 – 0 referto | Anži | Arena Chimki |

| Chimki 9 agosto 2015 4ª giornata | CSKA Mosca | 2 – 0 referto | Amkar Perm' | Arena Chimki |

| Mosca 14 agosto 2015 5ª giornata | Spartak Mosca | 1 – 2 referto | CSKA Mosca | Otkrytie Arena |

| Chimki 22 agosto 2015 6ª giornata | CSKA Mosca | 2 – 1 referto | Rostov | Arena Chimki |

| Krasnodar 30 agosto 2015 7ª giornata | Kuban' | 0 – 1 referto | CSKA Mosca | Stadio Kuban' |

| Chimki 12 settembre 2015 8ª giornata | CSKA Mosca | 2 – 2 referto | Zenit San Pietroburgo | Arena Chimki |

| Saransk 20 settembre 2015 9ª giornata | Mordovija | 4 – 6 referto | CSKA Mosca | Start Stadion |

| Chimki 26 settembre 2015 10ª giornata | CSKA Mosca | 1 – 1 referto | Lokomotiv Mosca | Arena Chimki |

| Chimki 4 ottobre 2015 11ª giornata | Dinamo Mosca | 0 – 2 referto | CSKA Mosca | Arena Chimki |

| Chimki 17 ottobre 2015 12ª giornata | CSKA Mosca | 3 – 2 referto | Ural | Arena Chimki |

| Groznyj 25 ottobre 2015 13ª giornata | Terek Groznyj | 0 – 0 referto | CSKA Mosca | Achmat-Arena |

| Chimki 31 ottobre 2015 14ª giornata | CSKA Mosca | 2 – 0 referto | Ufa | Arena Chimki |

| Krasnodar 8 novembre 2015 15ª giornata | Krasnodar | 2 – 1 referto | CSKA Mosca | Stadio Kuban' |

| Chimki 21 novembre 2015 16ª giornata | CSKA Mosca | 0 – 2 referto | Kryl'ja Sovetov Samara | Arena Chimki |

| Kaspijsk 29 novembre 2015 17ª giornata | Anži | 1 – 1 referto | CSKA Mosca | Anži-Arena |

| Perm' 3 dicembre 2015 18ª giornata | Amkar Perm' | 2 – 0 referto | CSKA Mosca | Stadio Zvezda |

| Chimki 6 marzo 2016 19ª giornata | CSKA Mosca | 1 – 0 referto | Spartak Mosca | Arena Chimki |

| Rostov sul Don 12 marzo 2016 20ª giornata | Rostov | 2 – 0 referto | CSKA Mosca | Stadio Olimp-2 |

| Chimki 19 marzo 2016 21ª giornata | CSKA Mosca | 2 – 0 referto | Kuban' | Arena Chimki |

| San Pietroburgo 3 aprile 2016 22ª giornata | Zenit San Pietroburgo | 2 – 0 referto | CSKA Mosca | Stadio Petrovskij |

| Chimki 9 aprile 2016 23ª giornata | CSKA Mosca | 7 – 1 referto | Mordovija | Arena Chimki |

| Mosca 16 aprile 2016 24ª giornata | Lokomotiv Mosca | 1 – 1 referto | CSKA Mosca | RZD Arena |

| Chimki 24 aprile 2016 25ª giornata | CSKA Mosca | 1 – 0 referto | Dinamo Mosca | Arena Chimki |

| Ekaterinburg 28 aprile 2016 26ª giornata | Ural | 0 – 3 referto | CSKA Mosca | SKB-Bank Arena |

| Chimki 7 maggio 2016 27ª giornata | CSKA Mosca | 1 – 0 referto | Terek Groznyj | Arena Chimki |

| Ufa 11 maggio 2016 28ª giornata | Ufa | 1 – 3 referto | CSKA Mosca | Neftyanik Stadium |

| Chimki 16 maggio 2016 29ª giornata | CSKA Mosca | 2 – 0 referto | Krasnodar | Arena Chimki |

| Kazan' 21 maggio 2016 30ª giornata | Rubin | 0 – 1 referto | CSKA Mosca | Kazan Arena |

### Kubok Rossii
| Irkutsk 23 settembre 2015 Sedicesimi di finale | Bajkal Irkutsk | 1 – 2 referto | CSKA Mosca | Trud Stadium |

| Chimki 28 ottobre 2015 Ottavi di finale | CSKA Mosca | 2 – 1 referto | Ural | Arena Chimki |

| Ufa 1º marzo 2016 Quarti di finale | Ufa | 0 – 2 referto | CSKA Mosca | Neftyanik Stadium |

| Chimki 20 aprile 2016 Semifinali | CSKA Mosca | 3 – 1 referto | Krasnodar | Arena Chimki |

| Arbitro: | Aleksandr Egorov |

|             |           |                                                     |
| Olanare 36’ | Marcatori | 34’ (rig.), 63’ (rig.) Hulk 55’ Kokorin 70’ Jusupov |

### UEFA Champions League
| Arbitro: | Javier Estrada |

|                       |           |                      |
| Dzagoev 14’ Tošić 53’ | Marcatori | 15’ Fatai 57’ Krejčí |

| Arbitro: | Paolo Mazzoleni |

|                     |           |                           |
| Krejčí 6’ Fatai 16’ | Marcatori | 34’, 51’ Musa 76’ Dzagoev |

| Arbitro: | Cüneyt Çakır |

|                           |           |             |
| Gutiérrez 12’ Slimani 82’ | Marcatori | 40’ Doumbia |

| Arbitro: | Pavel Královec |

|                           |           |               |
| Doumbia 49’, 72’ Musa 85’ | Marcatori | 36’ Gutiérrez |

| Arbitro: | Svein Oddvar Moen |

|             |           |  |
| Draxler 40’ | Marcatori |  |

| Arbitro: | Ruddy Buquet |

|                                 |           |                    |
| Musa 8’ Doumbia 21’, 36’ (rig.) | Marcatori | 60’, 68’ Lestienne |

| Arbitro: | Carlos Velasco Carballo |

|             |           |             |
| Doumbia 15’ | Marcatori | 65’ Martial |

| Arbitro: | Szymon Marciniak |

|            |           |  |
| Rooney 79’ | Marcatori |  |

| Arbitro: | Gianluca Rocchi |

|  |           |                                  |
|  | Marcatori | 67’ (aut.) Akinfeev 86’ Schürrle |

| Arbitro: | David Fernández Borbalán |

|                         |           |                      |
| De Jong 78’ Pröpper 86’ | Marcatori | 76’ (rig.) Ignaševič |